# Nicolaiplatz 2 (Wernigerode)

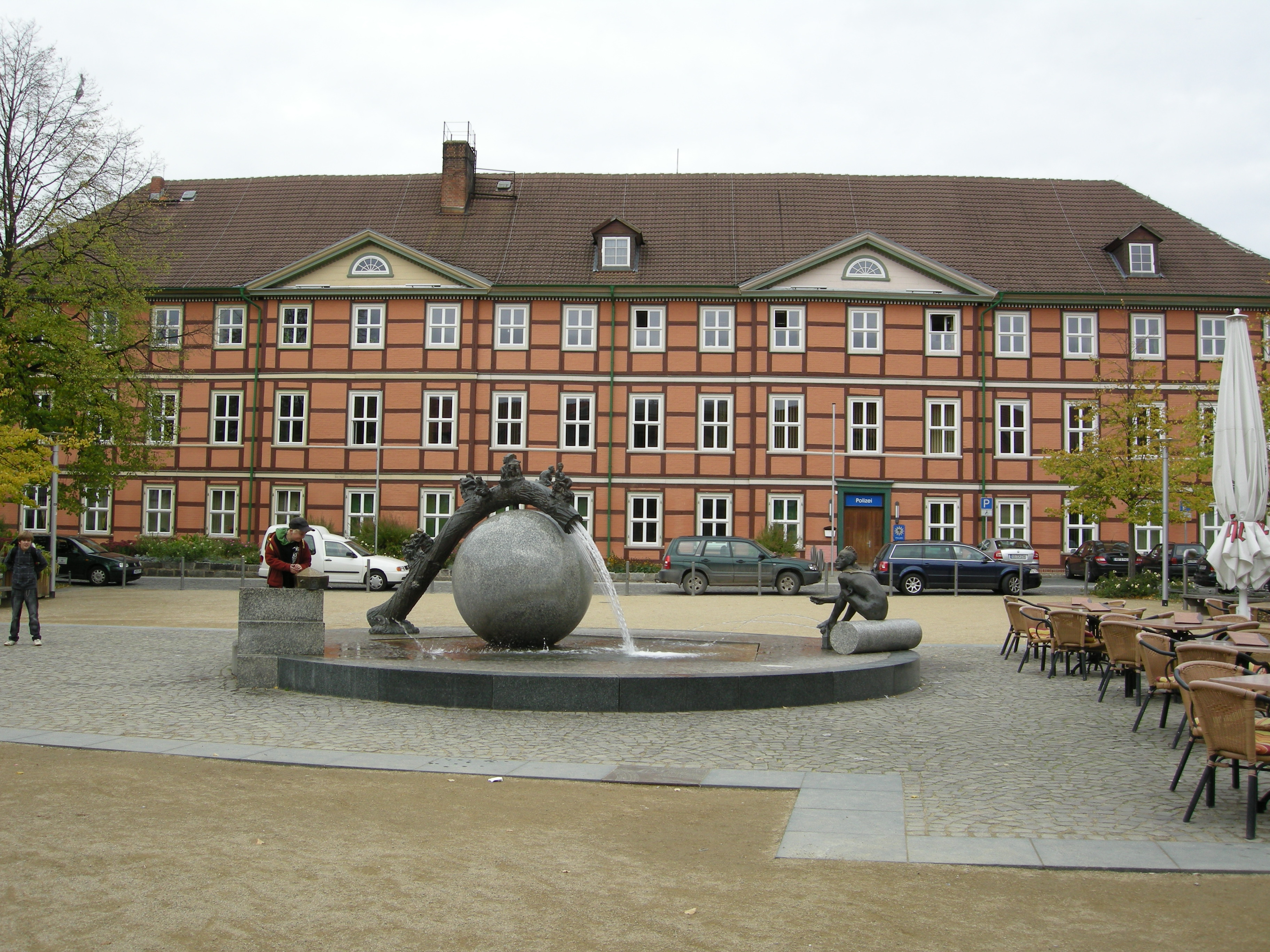
Blick über den Nicolaiplatz auf das Gebäude Nicolaiplatz 2 – heute: Revierkommissariat Wernigerode

Das Haus Nicolaiplatz 2 ist ein denkmalgeschütztes Haus in Wernigerode im Landkreis Harz in Sachsen-Anhalt. Es beherbergt das Revierkommissariat Wernigerode, das dem Ministerium für Inneres und Sport des Landes Sachsen-Anhalt untersteht.

## Architektur und Geschichte
Es handelt sich um einen Gebäudekomplex aus dem 19. Jahrhundert, der nach dem Stadtbrand 1851 errichtet wurde. Das dreigeschossige Hauptgebäude wurde im klassizistischen Baustil mit funktionellem, einfachem Fachwerk errichtet. Die Fenster im Erdgeschoss konnten durch Läden verschlossen werden. Auf dem Dach gibt es einige wenige Gauben und zwei Ziergiebel, die zum Nicolaiplatz zeigen, auf dem sich bis 1873 die Nicolaikirche befand, die aufgrund von Baufälligkeit abgerissen wurde.
Das Gebäude wurde an Stelle des beim Stadtbrand vernichteten früheren Nicolaihospitals, dessen Geschichte weit in das Mittelalter zurückreicht, als Zweckbau für das Hospital St. Nicolai & St. Salvatoris sowie als Witwenhaus errichtet und seit 1952 durch die Polizei genutzt.
Das Nicolaihospital trug auch den Namen St. Nicolaihospital, es wurde bereits im Jahr 1245 als Nicolai-Hospital urkundlich erwähnt. In der Regierungszeit des Grafen Christian Ernst zu Stolberg-Wernigerode und dessen Ehefrau Gräfin Sophie Charlotte geb. von Leningen-Westerburg erhielt das St. Nicolaihospital umfangreiche Förderungen von der Familie Stolberg-Wernigerode, die zu dieser Zeit dem Pietismus nach Halleschen Vorbild zugeneigt war.
Im örtlichen Denkmalverzeichnis ist das Haus als Baudenkmal unter der Erfassungsnummer 094 03235 verzeichnet.